# Доль-харибан

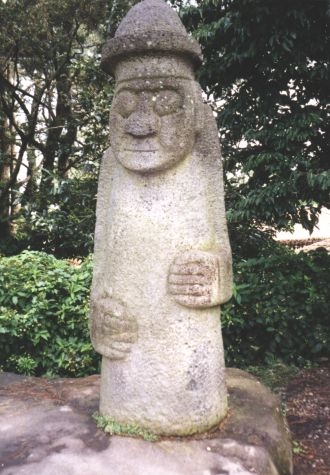
Доль-харибан

Доль-хариба́ни, (також толь-хариба́ни, хариба́ни або харуба́ни від кор. 돌 하르방, IPA: [tol haɾɯ'baŋ]), «кам'яні діди» — великі кам'яні статуї, ідоли з острова Чеджу, що знаходиться на південь від  Південної Кореї.  Харибани вважаються божествами захисту та родючості та зазвичай розміщуються перед воротами для відлякування демонів, що мандрують між світами.

## Опис

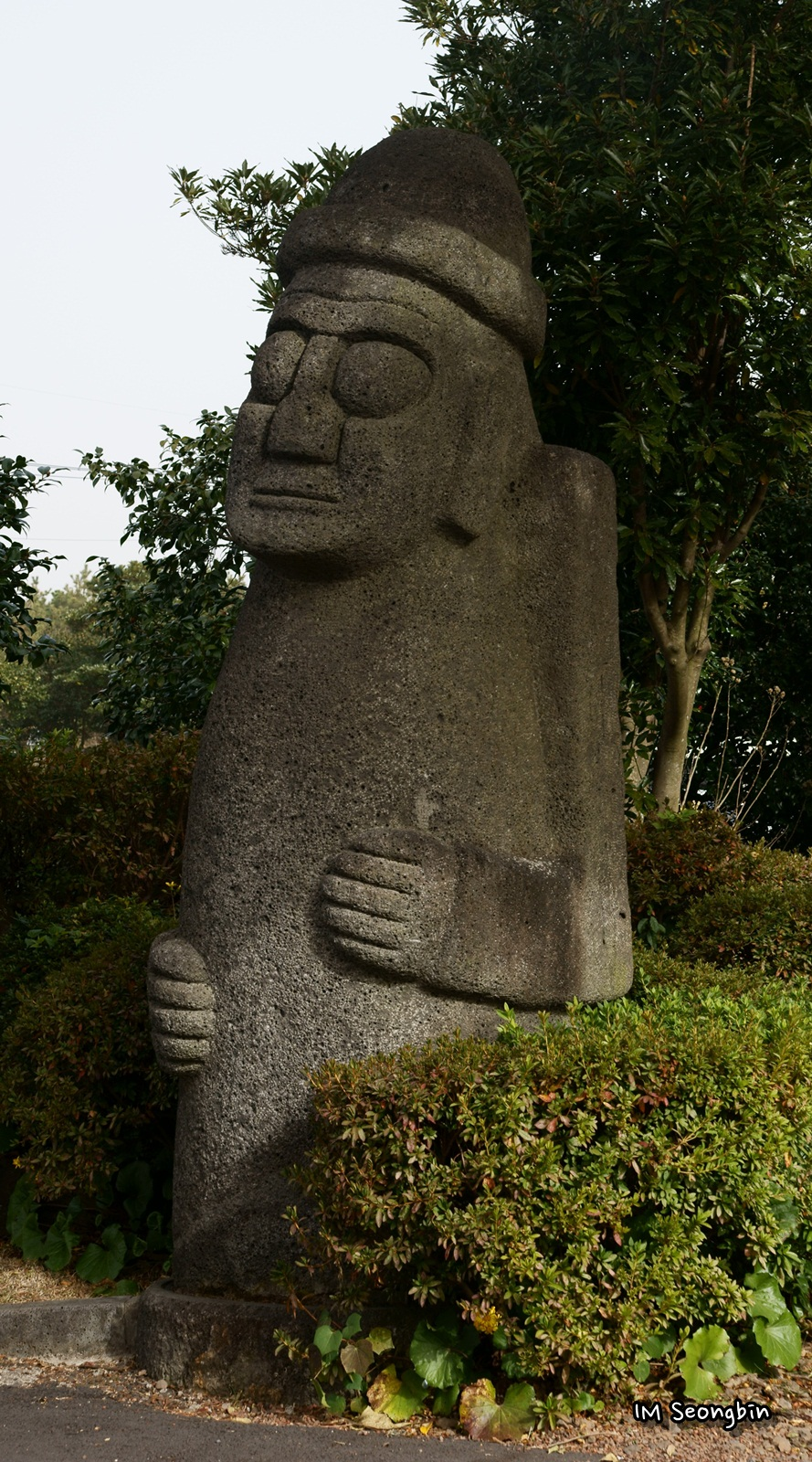

Доль-харибани зазвичай вирізані з пористого базальту (вулканічного каменю) і можуть сягати трьох метрів у висоту. Обличчя статуй як правило мають усміхнений вираз, вирячені очі без зіниць, довгий та широкий ніс. Руки статуї складено на животі, одна вище за іншу. Коли встановлюють дві статуї поруч, одна має ліву руку вищу за праву, а інша навпаки. Капелюх зазвичай описують як фалоподібний або грибоподібний.

## Етимологія
Назва доль-харибан походить від корейського 돌 (dol; доль) — «камінь» та  하르방 (hareubang, харибан), що на діалекті чеджу корейської мови означає «дід» або «старший» (у стандартній корейській  할아버지 — harabeoji, харабоджі). Термін остаточно закріпився в середині 20-го століття. Раніше статуї були відомі під рядом іних назв серед яких: боксуморі, мусонмок, та усонмок. В історичних хроніках Тамна статуї згадуються під назвою онджунсок (옹중석/翁仲石), проте вживання цієї назви в сучасності не зустрічається.
В українській мові немає усталеної традиції написання назви. Корейське 돌 може передаватися українською як доль так і толь, проте з огляду на аспірованість українського [т] написання доль забезпечує краще відтворення оригінальної вимови. Харибан є найбільш наближеним до оригінальної вимови слова 하르방. В свою чергу харубан є похідним від harubang - одного з варіантів романізації, коли, через відсутність в англійській звука /ɯ/, корейське 으 передавалося латинською літерою 'u' (стандартизована транслітерація вимагає вживання диграфа 'eu').

## Історія

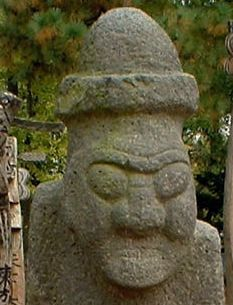
Доль-харибанв Національному музеї Кореї в Сеулі.

Коли на Чеджу почали встановлювати доль-харибани не відомо. З письмових джерел відомо лише, що станом на початок 18 століття доль-харибани вже використовувалися як охоронці фортець.

Існує три основні теорії походження доль-харибанів: 
- вплив на культуру Чеджу культур південних островів тихого океану (пор. статуї Моаї о. Пасхи);
- запозичення монгольських традицій, через Китай, оскільки в 13 столітті острів знаходився під владою династії Юань;
- власне корейське походження, відповідно до цього погляду доль-харибани є або відповідниками тотемних стовпів континентальної Кореї або уособленням шаманістичного культу грибів.

## Сьогодення

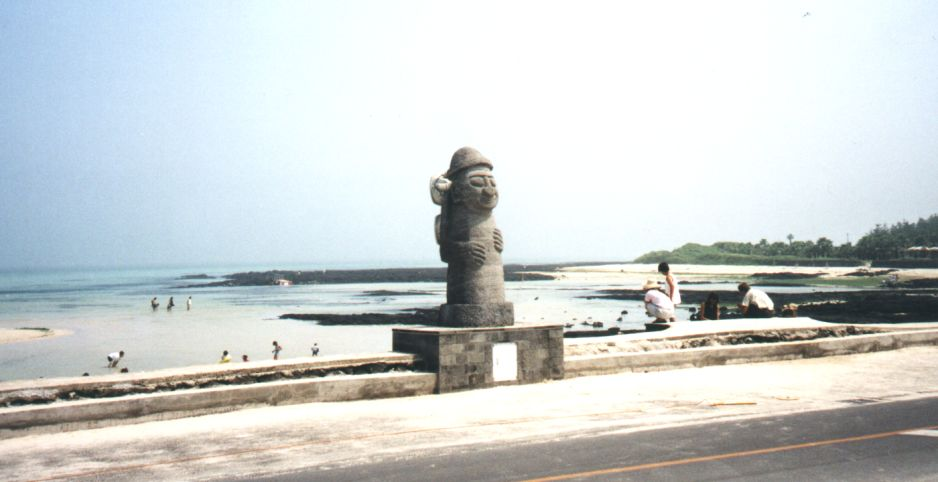
Доль-харибан на пляжі Хьопдже на Чеджу.

Доль-харибани є беззаперечним символом острова Чеджу, а їх копії різних розмірів продаються в масових кількостях як сувеніри, забезпечуючи суттєвий дохід для індустрії туризму. 
Оськільки харибани вважаються символом родючості їх відвідини є обов'язковою традицією для південнокорейських молодят, які приіжджають на Чеджу в свій медовий місяць. Слід зауважити, що Чеджу є основним місцем для післявесільного відпочинку молодих. Згідно з повір'ям якщо подружжя потре харибанові носа то у молодих народиться хлопчик, а якщо вуха то дівчинка. Крім того копії статуй також дарують жінкам, які не можуть завагітніти.